# Ел-Ей Гелексі II
Ел-Ей Гелексі II (англ. LA Galaxy II) — американський футбольний клуб з Карсона, Каліфорнія, заснований у 2014 році. Виступає в USL. Домашні матчі приймає на стадіоні «СтабХаб Центр», місткістю 27 000 глядачів.
Є фарм-клубом «Лос-Анджелес Гелаксі» та виступає у Західній конференції USL.

## Досягнення
- USL Championship
  - Фіналіст: 2015
- Західна конференція USL (Плей-офф)
  - Переможець: 2015.